# Рот (Штромберг, Хунсрик)
Рот (њем. Roth) општина је у њемачкој савезној држави Рајна-Палатинат. Једно је од 119 општинских средишта округа Бад Кројцнах. Према процјени из 2010. у општини је живјело 258 становника. Посједује регионалну шифру (AGS) 7133085.

## Географски и демографски подаци
Рот се налази у савезној држави Рајна-Палатинат у округу Бад Кројцнах. Општина се налази на надморској висини од 300 метара. Површина општине износи 0,8 km². У самом мјесту је, према процјени из 2010. године, живјело 258 становника. Просјечна густина становништва износи 315 становника/km².

## Међународна сарадња
| Мјесто | Држава    | Врста сарадње | Од    |
| ------ | --------- | ------------- | ----- |
|        | Шведска   | партнерство   | 1967. |
| Живе   | Француска | партнерство   | 1967. |
| Ивоар  | Белгија   | партнерство   | 1967. |
| Извор  |           |               |       |